# 推力式単排気管

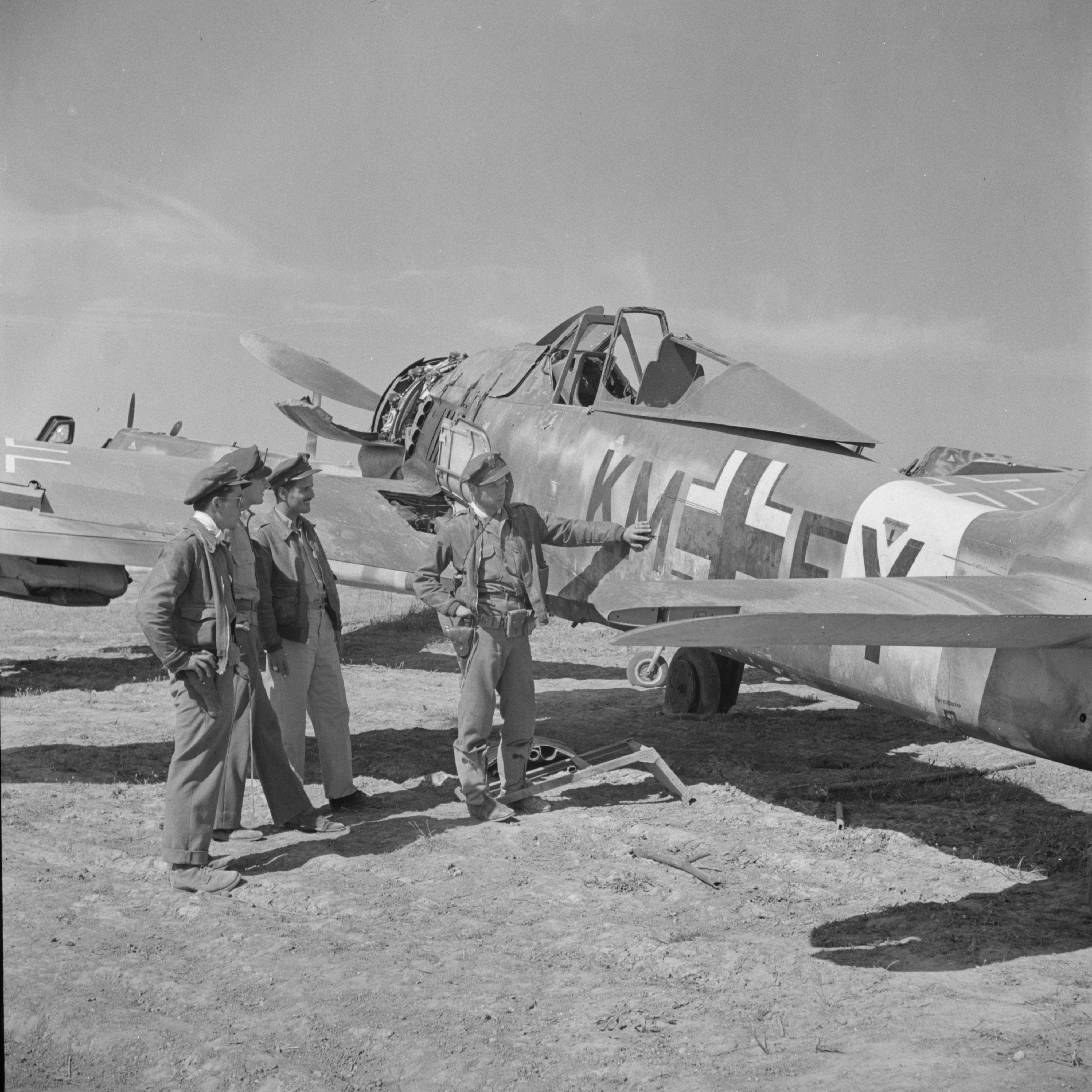
主翼付け根の上に見える、四つ縦に並んだ黒い楕円形のものが、Fw190Aの推力式単排気管

推力式単排気管（すいりょくしきたんはいきかん）は、飛行機のエンジンに搭載される排気管を推力式にしたもの。

## 概要
推力式単排気管は、戦間期に初めてドイツで開発され、実際に機体の速度が上がることが確認された。
排気噴流をそのまま推力化するため、排気タービン過給や出力回収タービンに比べ単純で手軽であった。日本ではドイツからの技術情報で1942年以降に普及。単排気管の出口面積をシリンダー排気口の60％に絞り、平べったく潰すのが良いとされ、高々度、高速機ほど効果が上がる。集合排気管に対し気筒背圧が低くなり、排気／吸入効率が向上、エンジン出力そのものが増加する事も確認された。単排気管を長く伸ばし過ぎると背圧が上がって出力を損なうため、単発機では乗員が排気を吸わないよう（プロペラの回転流により左右差あり）、また夜間飛行時の排気炎による眩惑を避けるため上部にある単排気管は斜め下に向けられた。夜間に遠くから見て排気炎が目立たないのも単排気管の利点で、推力化の思惑なくこのためだけに単排気管とした例(B-25)がある。また集合排気管はスロットル操作により長い炎を引く事があり、被弾等で漏れた燃料に引火する危険度は単排気管の方が低かった。単排気管の噴流を排出補助に使い、カウルフラップを省略／簡略化した機体もある。単排気管は総じて爆音が大きく耳が悪くなるほどであったが、集合排気管では気付かない気筒内の異常爆発を聞き分けられたという。

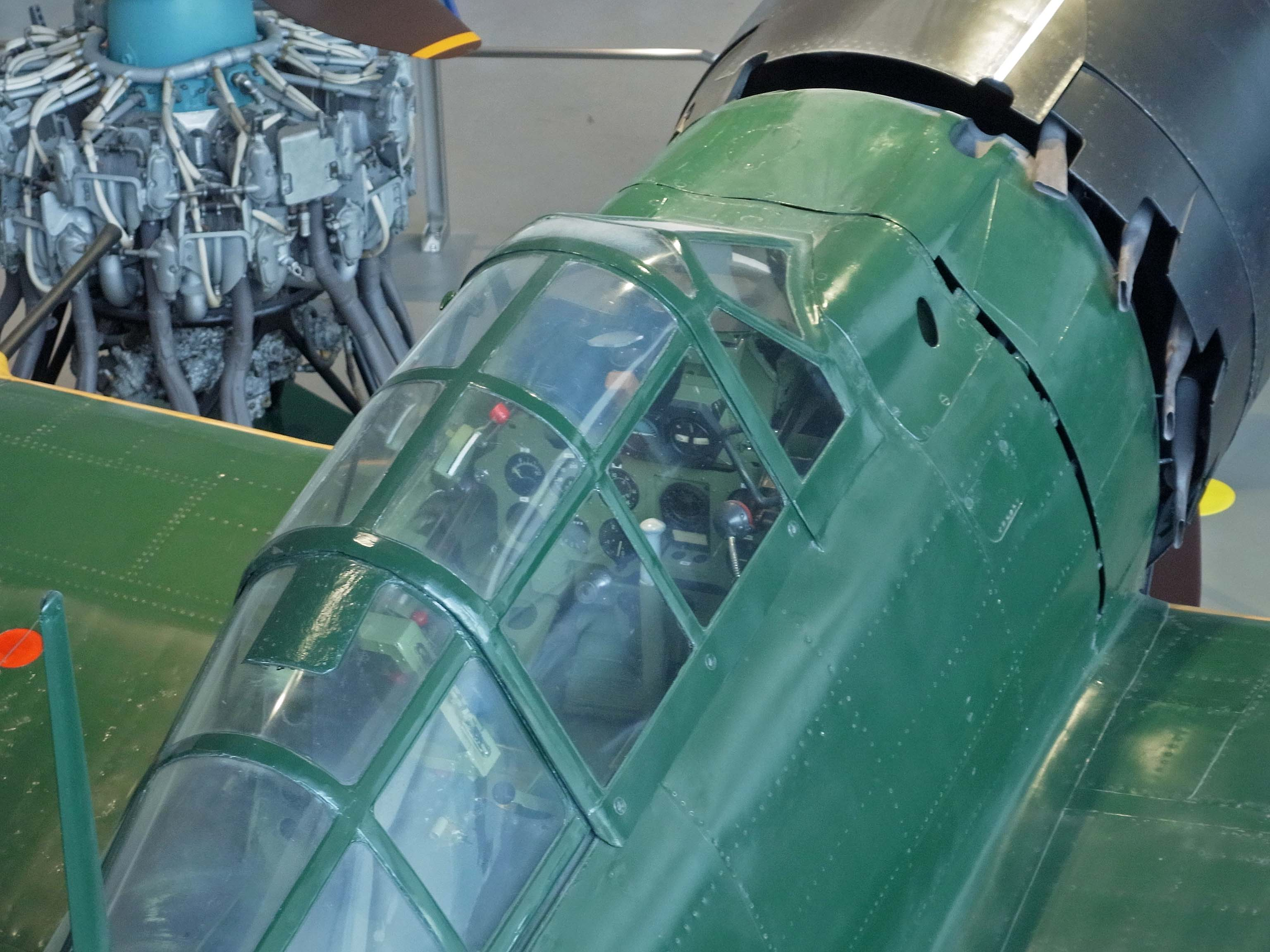
零戦62型のエンジンから生えてきているのが零戦の推力式単排気管。丸く小口径

実際に採用された機体では、ドイツのFw190や、日本の零式艦上戦闘機52型以降および五式戦闘機、また英軍では鹵獲機を参考にシーフューリーなどにも採用された。
これにより速度が15~30km/hほど上がっている。